# Persalomontjärnen
Persalomontjärnen är en sjö i Dorotea kommun i Lappland och ingår i Ångermanälvens huvudavrinningsområde. Sjön har en area på 0,0573 kvadratkilometer och ligger 333 meter över havet.

## Delavrinningsområde
Persalomontjärnen ingår i det delavrinningsområde (711447-154016) som SMHI kallar för Inloppet i Sallsjön. Medelhöjden är 329 meter över havet och ytan är 4,75 kvadratkilometer. Räknas de 10 avrinningsområdena uppströms in blir den ackumulerade arean 169,31 kvadratkilometer. Sallsjöån (Eldsjöån) som avvattnar avrinningsområdet har biflödesordning 5, vilket innebär att vattnet flödar genom totalt 5 vattendrag innan det når havet efter 275 kilometer. Avrinningsområdet består mestadels av skog (76 procent) och sankmarker (17 procent). Avrinningsområdet har 0,06 kvadratkilometer vattenytor vilket ger det en sjöprocent på 1,2 procent.